# Aeroporto do Centro da Cidade de Edmonton
O Aeroporto do Centro da Cidade de Edmonton (em inglês: Edmonton City Centre Airport) (IATA: YXD, ICAO: CYXD) foi um aeroporto localizado em Edmonton na província de Alberta no Canadá.
O aeroporto foi construído em 1927,entre os anos de 2005 a 2007 recebeu a corrida Grande Prêmio de Edmonton pela Champ Car, entre os anos de 2008 e 2009 a corrida foi pela IndyCar Series, em 2013 foi feita a desativação do aeroporto para a criação do bairro de Blatchford.